# Zsombor Keszthelyi
Zsombor Keszthelyi, född 10 december 2002, är en ungersk fäktare som tävlar i värja.

## Karriär
Vid VM 2025 i Tbilisi tog Keszthelyi silver tillsammans med Tibor Andrásfi, Máté Tamás Koch och Gergely Siklósi i lagtävlingen i värja efter en finalförlust mot Japan.